# Cardiocranius paradoxus
Cardiocranius paradoxus és una espècie de mamífer rosegador de la família dels dipòdids. Viu a la Xina, el Kazakhstan, Mongòlia i Rússia. Es tracta d'un animal nocturn que s'alimenta de llavors. Els seus hàbitats naturals són els deserts rocosos, les estepes àrides, els deserts-estepa i els deserts sorrencs amb poàcies, caraganes, Stipa, Artemisia campestris i Cleistogenes songorica. Està amenaçat per les catàstrofes naturals.